# Иран на зимних Олимпийских играх 1998
Иран принимал участие в Зимних Олимпийских играх 1998 года в Нагано (Япония) после 22-летнего перерыва, в шестой раз за свою историю, но не завоевал ни одной медали. 
Страну представлял только один спортсмен — 23-летний горнолыжник Хассан Шемшаки. Он принял участие в соревнованиях по слалому и занял 30 место. Соревнования по слалому прошли 21 февраля на японском горном курорте Сига Когэн.

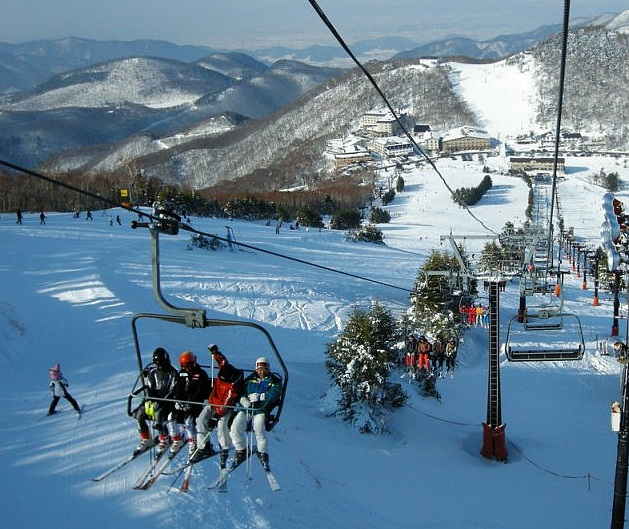
Горнолыжный подъёмник на курорте Сига Когэн.

| Спортсмен      | Соревнование | 1 спуск | 2 спуск | Итог    | Место |
| -------------- | ------------ | ------- | ------- | ------- | ----- |
| Хассан Шемшаки | Слалом       | 1:13.59 | 1:13.40 | 2:26.99 | 30    |